# 塞北管理区

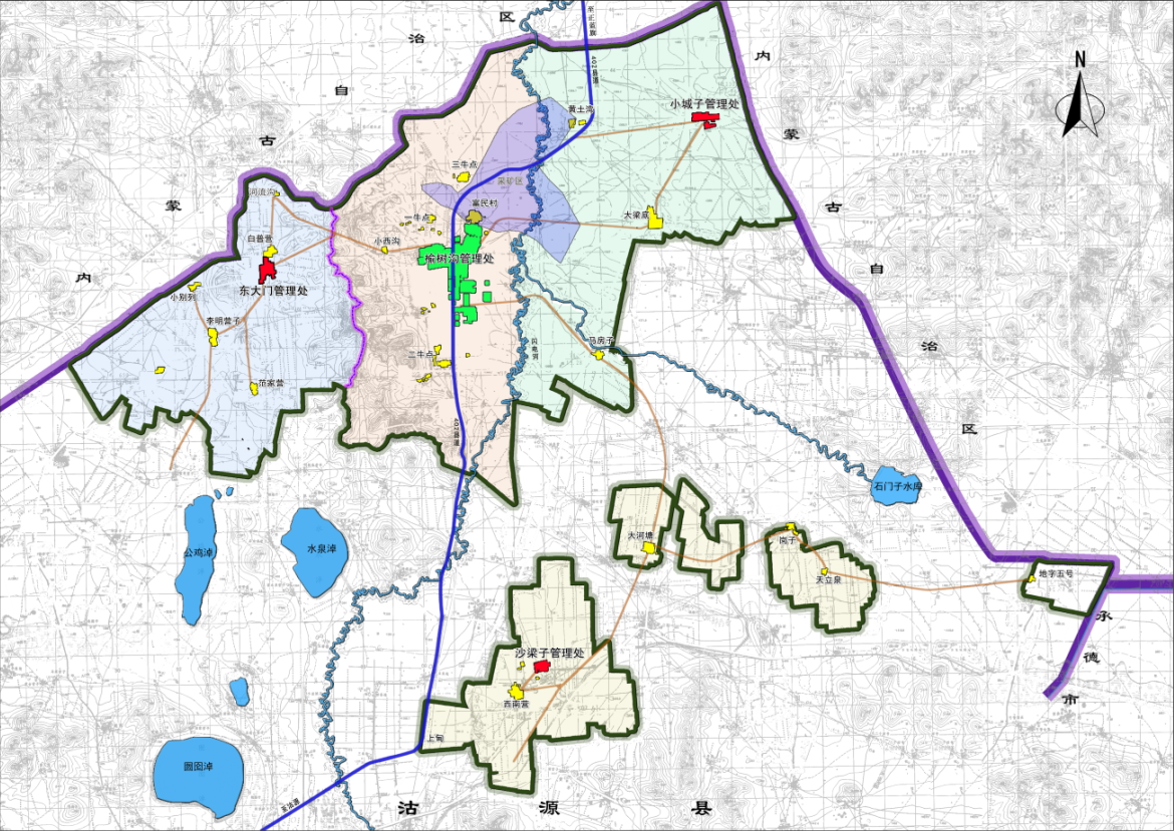
塞北管理区地图

塞北管理区是中国河北省张家口市下辖的一个县级管理区，以畜牧业和农业为主要的支柱产业。面积266.7平方公里，人口2.4万人。
管理区地处锡林郭勒草原南端，是一个畜牧业示范区，前身是1955年建立的河北省国营沽源牧场，当时由河北省农业厅直辖。2003年，沽源牧场改制为张家口市塞北管理区，同时挂“高效畜牧业示范基地”的牌子

## 气候
年均气温1.4℃，年均降水量400毫升（mm）。

## 行政区划
塞北管理区下辖4个管理处。工委、管委驻地在榆树沟管理处：
榆树沟管理处、沙梁子管理处、小城子管理处和东大门管理处。